# NGC 3094
NGC 3094 je galaksija u zviježđu Lavu.

## Vanjske poveznice
- SEDS: NGC 3094